# Frédéric Cadiou
Pour les articles homonymes, voir Cadiou.

Frédéric Cadiou est un footballeur français né le 20 avril 1969 à Paris (Seine). Il a été attaquant puis milieu de terrain.
Frédéric Cadiou a joué 185 matchs en Division 2 et a inscrit un total de 22 buts dans ce championnat.

## Carrière de joueur
- 1986-1990 :  USM Malakoff
- 1990-1991 :  US Créteil
- 1991-1993 :  RC Ancenis
- 1993-1996 :  US Créteil
- 1996-2000 :  ES Wasquehal
- 2000-2001 :  Leyton Orient FC
- 2000-2004 :  Valenciennes FC
- 2004-2005 :  ES Wasquehal
- 2006-2008 :  US Marquette lez lille (PHR - Nord-Pas de Calais)[1]